# رولاند جينس
رولاند جينس (بالإنجليزية: Roland Janes)‏ هو منتج أسطوانات وعازف قيثارة وموسيقي وملحن أمريكي، ولد في 20 أغسطس 1933، وتوفي في 18 أكتوبر 2013 في ممفيس في الولايات المتحدة.

## وصلات خارجية
- رولاند جينس على موقع IMDb (الإنجليزية)
- رولاند جينس على موقع ميوزك برينز (الإنجليزية)
- رولاند جينس على موقع أول ميوزيك (الإنجليزية)
- رولاند جينس على موقع ديسكوغز (الإنجليزية)